# Fraxinus velutina
Fraxinus velutina Torr. es una especie de árbol de la familia Oleaceae. 

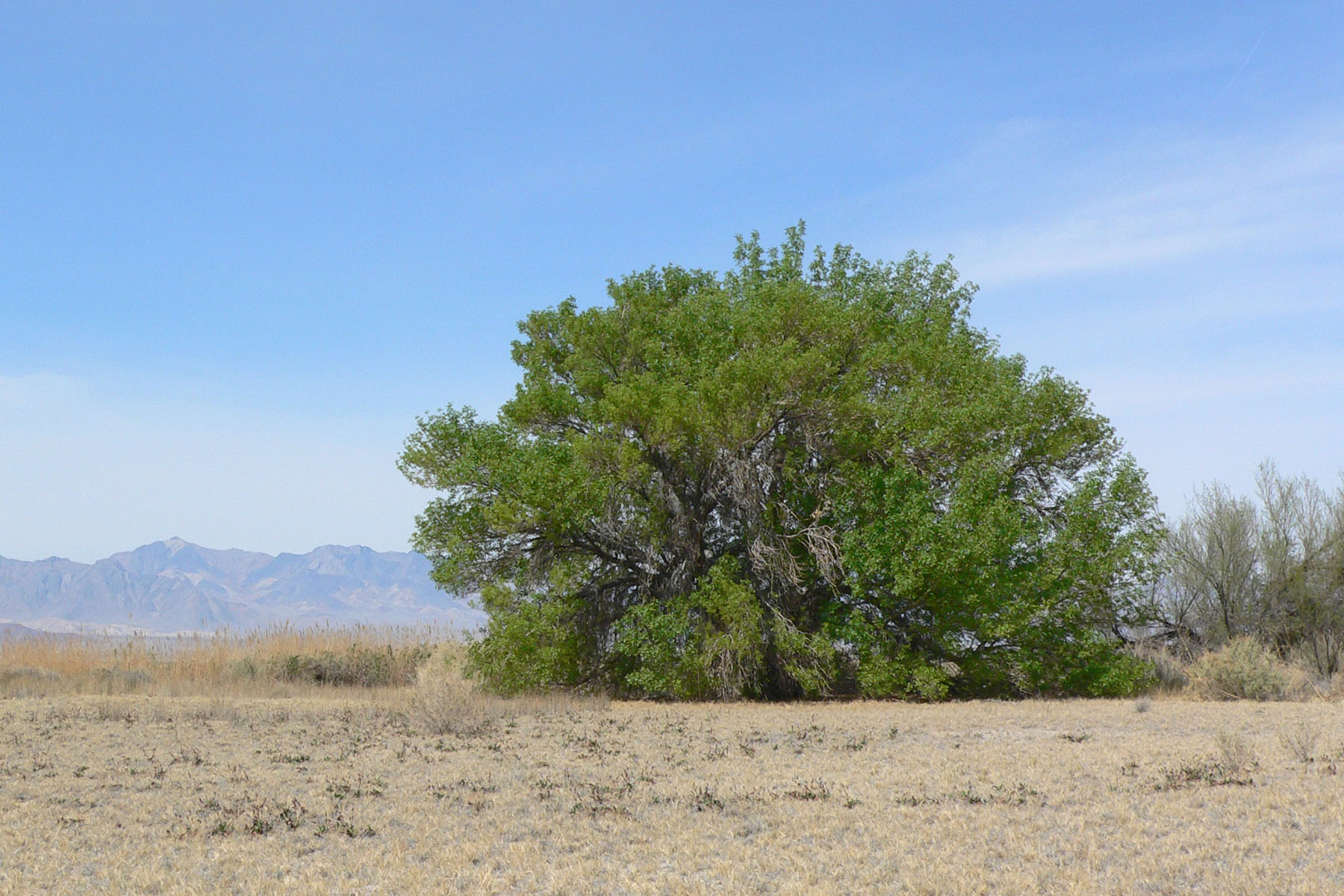
Vista del árbol.

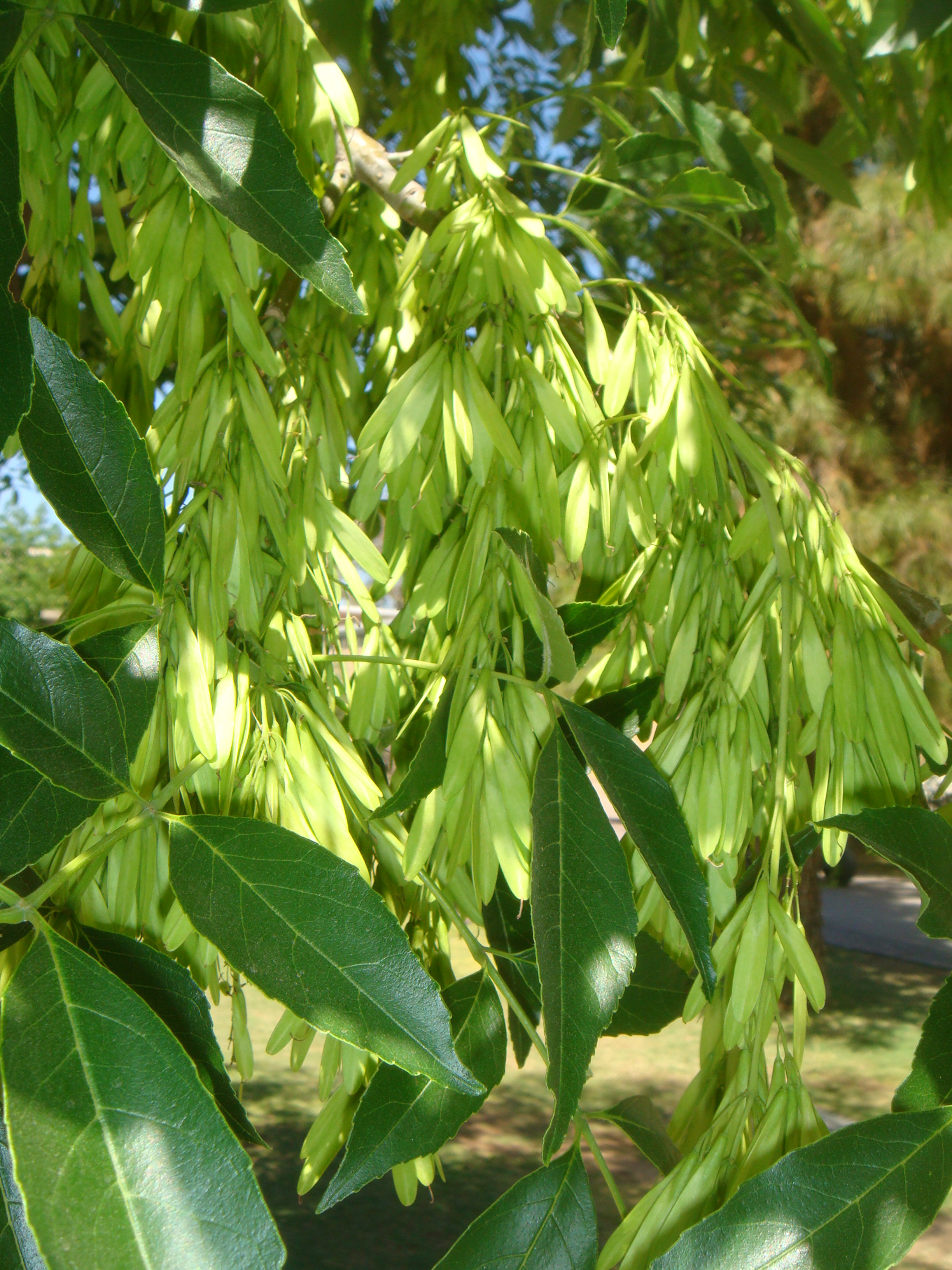
Follaje de un espécimen maduro

## Hábitat
La especie es nativa del suroeste de América del Norte, en los Estados Unidos desde el sur de California al este de Texas, y en México desde el norte de Baja California al este de Coahuila y Nuevo León.

## Descripción
Es un pequeño árbol caducifolio que crece hasta los 10 m de altura, con un tronco de hasta 30 cm de diámetro. La corteza es áspera de color marrón-gris y fisurada.  Las hojas son de 10-25 cm de largo, pinnadas compuestas con cinco o siete folíolos de 4 cm o más largo, con todo el margen finamente aserrado.  Las flores se producen en pequeños grupos a comienzos de primavera, es dioico, con las flores machos y hembras por separado  en los árboles.  El fruto es una sámara de 1.5-3 cm de largo, con un ala apical de 4-8 mm de ancho.
Está estrechamente relacionado con Fraxinus latifolia y Fraxinus pennsylvanica, en sustitución de estas especies,  sin una clara frontera entre las especies.

## Taxonomía
Fraxinus velutina fue descrita por John Torrey y publicado en Notes of a Military Reconnoissance 149. 1848.
Etimología
Ver: Fraxinus
velutina: epíteto latíno 
Sinonimia
- Fraxinus americana var. coriacea (S.Watson) Wenz.
- Fraxinus americana var. pistaciifolia (Torr.) Wenz.
- Fraxinus attenuata M.E.Jones
- Fraxinus coriacea S.Watson
- Fraxinus pennsylvanica subsp. velutina (Torr.) G.S.Mill.
- Fraxinus pistaciifolia Torr.
- Fraxinus pistaciifolia var. coriacea (S.Watson) A.Gray
- Fraxinus pistaciifolia var. velutina (Torr.) Sudw.
- Fraxinus standleyi Rehder
- Fraxinus standleyi var. lasia Rehder
- Fraxinus toumeyi Britton[6][7]